# Пивола
Пивола (словен. Pivola) — поселення в общині Хоче-Сливниця, Подравський регіон‎, Словенія.